# Кубок Австрії з футболу 1988—1989
Кубок Австрії з футболу 1988–1989 — 55-й розіграш кубкового футбольного турніру в Австрії. Титул вперше здобув Сваровскі-Тіроль.

## Календар
| Раунд        | Дата                       | Матчі | Клуби    |
| ------------ | -------------------------- | ----- | -------- |
| Перший раунд | 6-7 серпня 1988            | 39    | 103 → 64 |
| 1/32 фіналу  | 15-17 серпня 1988          | 32    | 64 → 32  |
| 1/16 фіналу  | 25 жовтня - 11 грудня 1988 | 16    | 32 → 16  |
| 1/8 фіналу   | 4 квітня 1989              | 8     | 16 → 8   |
| 1/4 фіналу   | 18 квітня 1989             | 4     | 8 → 4    |
| 1/2 фіналу   | 25 квітня 1989             | 2     | 4 → 2    |
| Фінал        | 2/23 травня 1989           | 2     | 2 → 1    |

## Перший раунд
| Команда 1                 | Рахунок      | Команда 2              |
| ------------------------- | ------------ | ---------------------- |
| 6-7 серпня 1988           |              |                        |
| Фрізахер (4)              | 3:2          | Рапід (Лієнц) (4)      |
| Фельдкірхен (3)           | 2:0          | Мельталь (4)           |
| Блайбург (4)              | 3:2 дч       | АТШВ Вольфсберг (4)    |
| САК Клагенфурт (4)        | 3:1 дч       | Матрей (4)             |
| Капфенберг (4)            | 0:3          | ЛУВ Грац (3)           |
| Шварц-Вайсс (Брегенц) (3) | 4:1          | Фельдкірх (4)          |
| Флорідсдорфер (3)         | 4:3          | Мотнер Маркгоф (4)     |
| Штадлау (4)               | 0:1          | Фаворітнер (3)         |
| Ваккер/Грос Вікторія (4)  | 6:1          | Ред Стар (4)           |
| Слован (Відень) (3)       | 0:0 пен. 5:4 | Швехат (3)             |
| Вінер-Нойштадт (3)        | 2:1          | Амалендорф (4)         |
| Тульн (4)                 | 2:1 дч       | Айхграбен (4)          |
| Унтерзібенбрунн (4)       | 1:3          | Фезендорф (3)          |
| Вінер-Нойдорф (3)         | 4:0          | Ед-Цайллерн (4)        |
| Цветтль (3)               | 3:2          | Іббс (4)               |
| Брук/Лейта (3)            | 2:4 дч       | Казино Баден (3)       |
| Баумгартен (3)            | 2:0          | Маргаретен (4)         |
| Айзенштадт (3)            | 0:2 дч       | Донауфельд (3)         |
| Дойчкройц (4)             | 0:1          | Гюззінг (4)            |
| Оберварт (3)              | 4:0          | Єннершдорф (4)         |
| Аустрія Табак (Лінц) (4)  | 4:2 дч       | Аматор Штайр (4)       |
| Хемі (Лінц) (3)           | 4:1          | Уніон Вартберг/Ошт (4) |
| Айнтрахт (Велш) (4)       | 0:7          | Уніон Ештернберг (4)   |
| Штайреремюль (4)          | 5:0          | Гріскірхен (4)         |
| Рід (4)                   | 3:0          | Міхельдорф (4)         |
| Пінкафельд (3)            | 3:2          | Кіндберг (4)           |
| Ільц (4)                  | 3:0          | Терль (4)              |
| Роттенманн (4)            | 1:2          | Гартберг (4)           |
| ЕШК Грац (4)              | 0:1 дч       | Фюрштенфельд (4)       |
| Фейтш (4)                 | 1:0          | Дойчландшберг (4)      |
| Санкт-Йоганн/Тіроль (4)   | 1:3          | Целль-ам-Ціллер (4)    |
| Аксамс (3)                | 1:0          | Рум (3)                |
| Альтах (3)                | 1:1 пен. 3:5 | Гогенемс (3)           |
| Гаймінг (3)               | 0:2          | Адміра Дорнбірн (3)    |
| Донау (Лінц) (4)          | 0:1          | Санкт-Магдалена (4)    |
| Газверк/Штрассенбан (3)   | +:-          | Зіммерингер (4)        |
| Бішофсгофен (4)           | 2:2 пен. 5:3 | АСК Зальцбург (3)      |
| Целль-ам-Зее (3)          | 1:4          | Ваттенс (Тіроль) (3)   |
| Пух (3)                   | 3:1 дч       | Міттершилль (3)        |

(*) — порядковий номер нижчих ліг, у яких грають клуби в поточному сезоні.

## 1/32 фіналу
| Команда 1                 | Рахунок      | Команда 2               |
| ------------------------- | ------------ | ----------------------- |
| 15 серпня 1988            |              |                         |
| Адміра Дорнбірн (3)       | 0:11         | Сваровскі-Тіроль        |
| Пух (3)                   | 1:0          | Хемі (Лінц) (3)         |
| Фюрштенфельд (4)          | 1:2          | Штурм                   |
| Баумгартен (3)            | 1:4          | Аустрія (Відень)        |
| Блайбург (4)              | 3:0          | Вольфсбергер (2)        |
| Вінер-Нойштадт (3)        | 2:6 дч       | Штоккерау (2)           |
| Целль-ам-Ціллер (4)       | 0:4          | Дорнбірн (2)            |
| 16 серпня 1988            |              |                         |
| Оберварт (3)              | 0:3          | Рапід (Відень)          |
| Фейтш (4)                 | 0:9          | Грацер                  |
| Тульн (4)                 | 3:2          | Вінер Шпорт-Клуб        |
| Фаворітнер (3)            | 1:4          | Ферст Вієнна            |
| Слован (Відень) (3)       | 3:2          | Газверк/Штрассенбан (3) |
| Ваттенс (Тіроль) (3)      | 4:0          | Аксамс (3)              |
| Казино Баден (3)          | 1:4          | Кремсер (2)             |
| Штайреремюль (4)          | 1:4          | ЛАСК Лінц               |
| ЛУВ Грац (3)              | 2:4          | Аустрія (Клагенфурт)    |
| Ваккер/Грос Вікторія (4)  | 2:0          | ФФБ Медлінг (2)         |
| Ільц (4)                  | 1:5          | Флавія Солва (2)        |
| Гартберг (4)              | 2:1          | Фельдкірхен (3)         |
| САК Клагенфурт (4)        | 0:2          | Донавіц (Леобен) (2)    |
| Фрізахер (4)              | 1:4          | Пінкафельд (3)          |
| Флорідсдорфер (3)         | 1:3          | Цветтль (3)             |
| Уніон Ештернберг (4)      | 0:1          | Рід (4)                 |
| Санкт-Магдалена (4)       | 0:2          | Аустрія (Зальцбург) (2) |
| Аустрія Табак (Лінц) (4)  | 4:2          | ФК Зальцбург (2)        |
| Бішофсгофен (4)           | 1:2          | ФОЕСТ (Лінц) (2)        |
| Зальцбургер 1914 (3)      | 0:1          | Форвертс (Штайр)        |
| Гогенемс (3)              | 1:0 дч       | Куфштайн (2)            |
| Шварц-Вайсс (Брегенц) (3) | 0:3          | Шпітталь (2)            |
| 17 серпня 1988            |              |                         |
| Донауфельд (3)            | 4:4 пен. 2:3 | Гюззінг (4)             |
| 30 серпня 1988            |              |                         |
| Вінер-Нойдорф (3)         | 0:1          | Санкт-Пельтен           |
| 6 вересня 1988            |              |                         |
| Фезендорф (3)             | 0:2          | Адміра/Ваккер           |

## 1/16 фіналу
| Команда 1                | Рахунок      | Команда 2               |
| ------------------------ | ------------ | ----------------------- |
| 25 жовтня 1988           |              |                         |
| Кремсер (2)              | 0:2          | Штоккерау (2)           |
| Гартберг (4)             | 2:1          | Аустрія (Клагенфурт)    |
| ФОЕСТ (Лінц) (2)         | 2:3          | ЛАСК Лінц               |
| 26 серпня 1988           |              |                         |
| Пух (3)                  | 0:4          | Сваровскі-Тіроль        |
| Гогенемс (3)             | 1:2          | Аустрія (Зальцбург) (2) |
| Пінкафельд (3)           | 0:2          | Флавія Солва (2)        |
| Тульн (4)                | 0:4          | Рапід (Відень)          |
| Цветтль (3)              | 0:3 дч       | Адміра/Ваккер           |
| Слован (Відень) (3)      | 3:3 пен. 5:4 | Санкт-Пельтен           |
| Блайбург (4)             | 1:2          | Грацер                  |
| Донавіц (Леобен) (2)     | 1:0 дч       | Форвертс (Штайр)        |
| Аустрія Табак (Лінц) (4) | 0:1          | Шпітталь (2)            |
| Ваттенс (Тіроль) (3)     | 3:1          | Дорнбірн (2)            |
| Рід (4)                  | 1:3          | Штурм                   |
| 15 листопада 1988        |              |                         |
| Гюззінг (4)              | 0:5          | Аустрія (Відень)        |
| 11 грудня 1988           |              |                         |
| Ваккер/Грос Вікторія (4) | 1:4          | Ферст Вієнна            |

## 1/8 фіналу
| Команда 1               | Рахунок      | Команда 2            |
| ----------------------- | ------------ | -------------------- |
| 4 квітня 1989           |              |                      |
| Аустрія (Зальцбург) (2) | 2:0 дч       | Донавіц (Леобен) (2) |
| Штоккерау (2)           | 3:1          | Грацер               |
| Гартберг (4)            | 2:2 пен. 8:7 | Шпітталь (2)         |
| Аустрія (Відень)        | 1:0          | ЛАСК Лінц            |
| Ваттенс (Тіроль) (3)    | 1:2 дч       | Сваровскі-Тіроль     |
| Штурм                   | 1:0 дч       | Флавія Солва (2)     |
| Адміра/Ваккер           | 3:2 дч       | Рапід (Відень)       |
| Слован (Відень) (3)     | 1:2          | Ферст Вієнна         |

## 1/4 фіналу
| Команда 1      | Рахунок      | Команда 2               |
| -------------- | ------------ | ----------------------- |
| 18 квітня 1989 |              |                         |
| Штоккерау (2)  | 1:2 дч       | Адміра/Ваккер           |
| Гартберг (4)   | 3:3 пен. 4:5 | Аустрія (Зальцбург) (2) |
| Ферст Вієнна   | 0:1          | Сваровскі-Тіроль        |
| Штурм          | 1:4          | Аустрія (Відень)        |

## 1/2 фіналу
| Команда 1        | Рахунок | Команда 2               |
| ---------------- | ------- | ----------------------- |
| 25 квітня 1989   |         |                         |
| Сваровскі-Тіроль | 3:1     | Аустрія (Зальцбург) (2) |
| Адміра/Ваккер    | 5:2 дч  | Аустрія (Відень)        |

## Фінал
| Команда 1        | Заг. | Команда 2        | 1-й матч | 2-й матч |
| ---------------- | ---- | ---------------- | -------- | -------- |
| 2/23 травня 1989 |      |                  |          |          |
| Адміра/Ваккер    | 4:6  | Сваровскі-Тіроль | 2:0      | 2:6      |

### Перший матч
| 2 травня 1989 |

| Адміра/Ваккер         | 2:0      | Сваровскі-Тіроль |
| --------------------- | -------- | ---------------- |
| Айгнер 75' Родакс 83' | Протокол |                  |

| Бундесштадіон Зюдштадт, Марія-Енцерсдорф Глядачів: 8 000 Арбітр: Герд Грабер |

### Повторний матч
| 23 травня 1989 |

| Сваровскі-Тіроль                                                            | 6:2      | Адміра/Ваккер         |
| --------------------------------------------------------------------------- | -------- | --------------------- |
| Пакульт 23' (пен.) Вештерталер 31', 37' Хертнагль 48' Мюллер 63' Пайшль 75' | Протокол | Родакс 13' Грубер 83' |

| Тіволі, Інсбрук Глядачів: 17 000 Арбітр: Гельмут Коль |